# سبرينغ سيتي
سبرينغ سيتي (بالإنجليزية: Spring City)‏ هي مدينة في مقاطعة سانبيتي، يوتا في الولايات المتحدة. بلغعدد السكان 956 نسمة في تعداد عام 2000. رغم انها لا تزال تعتبر بلدة زراعية إلى حد كبير، فقد أصبحت سبرينغ سيتي معروفة على نحو متزايد بمجتمعها الفني. ومن أبرز الأمثلة وجود العديد من البنايات الرائدة لفن عمارة المورمون في كافة أنحاء المدينة. في عام 2010، وضعت مجلة فوربس سبرينغ سيتي باعتبارها واحدة من أجمل المدن في الولايات المتحدة.
أحد أهم سكانها، أورسون هايد، أحد رسل كنيسة يسوع المسيح لقديسي الأيام الأخيرة دفن في مقبرة المدينة.

## التركيبة السكانية
حدّد مكتب تعداد الولايات المتحدة بيانات التركيبة السكانية لسبرينغ سيتي في تعداد الولايات المتحدة. في ما يلي، التركيبة السكانية حسب تعدادي 2000 و2010.

### تعداد عام 2000
بلغ عدد سكان سبرينغ سيتي 956 نسمة بحسب تعداد عام 2000، وبلغ عدد الأسر 312 أسرة وعدد العائلات 243 عائلة مقيمة في المدينة. في حين سجلت الكثافة السكانية 261.2 نسمة لكل كيلومتر مربع (676.5/ميل2). وبلغ عدد الوحدات السكنية 370 وحدة بمتوسط كثافة قدره 101.1 لكل كيلومتر مربع (261.8/ميل2).
وتوزع التركيب العرقي للمدينة بنسبة 94.98% من البيض و0.10% من الأمريكيين الأفارقة و0.31% من الأمريكيين الأصليين و0.21% من الأمريكيين ذوي الأصول الآسيوية و0.42% من سكان جزر المحيط الهادئ و1.88% من الأعراق الأخرى و2.09% من عرقين مختلطين أو أكثر و3.56% من الهسبانيون أو اللاتينيون من أي عرق.
بلغ عدد الأسر 312 أسرة كانت نسبة 43.6% منها لديها أطفال تحت سن الثامنة عشر تعيش معهم، وبلغت نسبة الأزواج القاطنين مع بعضهم البعض 70.2% من أصل المجموع الكلي للأسر، ونسبة 6.4% من الأسر كان لديها معيلات من الإناث دون وجود شريك، بينما كانت نسبة 1.3% من الأسر لديها معيلون من الذكور دون وجود شريكة وكانت نسبة 22.1% من غير العائلات. تألفت نسبة 17.6% من أصل جميع الأسر من عدة أفراد يعيشون في نفس المنزل ونسبة 8.3% كانت تتألف من شخص يعيش بمفرده يبلغ من العمر 65 عاماً أو أكثر. وبلغ متوسط حجم الأسرة المعيشية 3.06، أما متوسط حجم العائلات فبلغ 3.53.
بلغ العمر الوسطي للسكان 30.2 عاماً. وكانت نسبة 33.6% من القاطنين تحت سن الثامنة عشر، وكانت نسبة 11.1% بين الثامنة عشر والرابعة والعشرين عاماً، ونسبة 23.8% كانت واقعةً في الفئة العمرية ما بين الخامسة والعشرين والرابعة والأربعين عاماً، ونسبة 21.8% كانت ما بين الخامسة والأربعين والرابعة والستين، ونسبة 9.7% كانت ضمن فئة الخامسة والستين عاماً فما فوق. يوجد لكل 100 أنثى 96.3 ذكر، ويوجد لكل 100 أنثى في الثامنة عشر من عمرها فما فوق 99.7 ذكر.
بلغ متوسط دخل الأسرة في المدينة 34,609 دولارًا، أما متوسط دخل العائلة فبلغ 37,813 دولارًا. وكان متوسط دخل الذكور 36,500 دولارًا مقابل 20,417 دولارًا للإناث. وسجل دخل الفرد الخاص بالمدينة 12,310 دولارًا. وكانت نسبة 15.6% من العائلات ونسبة 20.2% من السكان تحت خط الفقر، وكان من هؤلاء نسبة 25.3% تحت سن الثامنة عشر ونسبة 17.7% في الخامسة والستين من العمر وما فوق.

### تعداد عام 2010
بلغ عدد سكان سبرينغ سيتي 988 نسمة بحسب تعداد عام 2010، وبلغ عدد الأسر 327 أسرة وعدد العائلات 261 عائلة مقيمة في المدينة. في حين سجلت الكثافة السكانية 269.9 نسمة لكل كيلومتر مربع (699.0/ميل2). وبلغ عدد الوحدات السكنية 399 وحدة بمتوسط كثافة قدره 109 لكل كيلومتر مربع (282.3/ميل2).
وتوزع التركيب العرقي للمدينة بنسبة 93.42% من البيض و0.40% من الأمريكيين الأفارقة و1.11% من الأمريكيين الأصليين و0.20% من الأمريكيين ذوي الأصول الآسيوية و0.51% من سكان جزر المحيط الهادئ و3.74% من الأعراق الأخرى و0.61% من عرقين مختلطين أو أكثر و6.78% من الهسبانيون أو اللاتينيون من أي عرق.
بلغ عدد الأسر 327 أسرة كانت نسبة 40.4% منها لديها أطفال تحت سن الثامنة عشر تعيش معهم، وبلغت نسبة الأزواج القاطنين مع بعضهم البعض 70.6% من أصل المجموع الكلي للأسر، ونسبة 5.5% من الأسر كان لديها معيلات من الإناث دون وجود شريك، بينما كانت نسبة 3.7% من الأسر لديها معيلون من الذكور دون وجود شريكة وكانت نسبة 20.2% من غير العائلات. تألفت نسبة 17.4% من أصل جميع الأسر من عدة أفراد يعيشون في نفس المنزل ونسبة 8.9% كانت تتألف من شخص يعيش بمفرده يبلغ من العمر 65 عاماً أو أكثر. وبلغ متوسط حجم الأسرة المعيشية 3.02، أما متوسط حجم العائلات فبلغ 3.45.
بلغ العمر الوسطي للسكان 34.5 عاماً. وكانت نسبة 31.7% من القاطنين تحت سن الثامنة عشر، وكانت نسبة 7.2% بين الثامنة عشر والرابعة والعشرين عاماً، ونسبة 20.7% كانت واقعةً في الفئة العمرية ما بين الخامسة والعشرين والرابعة والأربعين عاماً، ونسبة 25.1% كانت ما بين الخامسة والأربعين والرابعة والستين، ونسبة 15.3% كانت ضمن فئة الخامسة والستين عاماً فما فوق. وتوزع التركيب الجنسي للسكان بنسبة 50.4% ذكور و49.6% إناث.